# Tadeusz Prechitko
Tadeusz Prechitko (ur. 10 października 1913 we Lwowie, zm. 19 września 1982 w Warszawie) – harcmistrz, pionier harcerskiego żeglarstwa morskiego w Gdańsku, inżynier budowy okrętów, menadżer handlu zagranicznego, dyplomata, żeglarz.

## Życiorys
Syn Józefa i Janiny z d. Szober. Od 1921 mieszkał w Gdańsku. Absolwent Gimnazjum Polskiej Macierzy Szkolnej w Gdańsku (1932). Praktykował w jednej ze stoczni gdańskich. Ukończył studia budownictwa okrętowego na Wydziale Maszynowym Wyższej Szkoły Technicznej w Gdańsku (Technische Hochschule zu Danzig) uzyskując dyplom inżyniera budowy maszyn okrętowych (1932–1939). Przed ich ukończeniem odbył praktykę na s/s „Pułaski", oraz w stoczniach – w Monfalcone i Hawrze. Działał w Związku Harcerstwa Polskiego (ZHP) – był pilotem (szefem referatu morskiego) Gdańskiej Chorągwi Harcerzy (1935–1939), drużynowym Drużyny Morskiej im. Zygmunta Augusta, a także komendantem IV Hufca Morskiego (1937–1939). Był dowódcą jachtów w Polskim Klubie Morskim w Wolnym Mieście Gdańsku. Jako kapitan jachtu „Korsarz” zdobył I miejsce w regatach przedolimpijskich na trasie Sopot – Kilonia w ramach olimpiady w Berlinie w 1936 z załogą złożoną z polskich harcerzy. Uzyskał patent jachtowego kapitana żeglugi morskiej (1933) i dyplom kapitana instruktora jachtowego żeglugi morskiej (1938), był członkiem komisji egzaminacyjnych Polskiego Związku Żeglarskiego na patenty żeglarskie morskie w ZHP i w PKM, oraz komandorem klubu PKM (1957–1959).

### okres II wojny światowej
Od lipca 1939 w Marynarce Wojennej WP – brał udział w wojnie obronnej 1939, uczestnicząc w obronie Helu. Przebywał w stalagu w Toruniu (1939–1940), następnie udając się do Warszawy (1940–1944). Następnie działał w polskiej podziemnej organizacji wywiadowczej „Muszkieterzy” – ps. „Tadeusz Czapski” i w charakterze łącznika w stopniu ppor. AK w organizacji „Alfa” Wydziału Marynarki Wojennej Komendy Głównej Armii Krajowej, ps. „Kapricho”, „Christian”. W ostatnim roku okupacji przebywał w Zakopanem (1944–1945).

### okres po wyzwoleniu
Od 1945, wskutek odmowy zatrudnienia w okrętownictwie, pracował w Państwowych Warsztatach Samochodowych w Warszawie. Od 1948 pracownik Polskiego Towarzystwa Exportowo-Importowego „Polimex”; kierował placówką w Amsterdamie (1949–1950). Zatrudniony w Centralnym Biurze Konstrukcji Okrętowych nr 1 w Gdańsku (1951–1957). Pełnił funkcję naczelnego dyrektora Centrali Morskiej Importowo-Eksportowej „Centromor” w Warszawie (1957–1965). Następnie pracował jako radca handlowy w ambasadzie PRL w Teheranie (1965–1971). W latach 1971–1976 był dyrektorem jednego z biur Centrali Handlu Zagranicznego „Polimex-Cekop”, i m.in. przez 2 lata przebywał w Kanadzie, gdzie zajmował się nadzorem kontraktu z International Paper dla zakładów papierniczych w Kwidzynie. Pełnił funkcję konsultanta technicznego warszawskiego oddziału firmy Sulzer. W 1978 przeszedł na emeryturę. Był ekspertem Polskiej Izby Handlu Zagranicznego, prezesem Polsko-Belgijsko-Luksemburskiej Izby Handlowej, ekspertem Międzynarodowej Organizacji Handlu przy ONZ, współzałożycielem i redaktorem naczelnym miesięcznika Budownictwo Okrętowe (1956–1959).
Zmarł w 1982, pochowany na warszawskich Powązkach (kwatera 175-6-13).

## Odznaczenia
- Srebrny Krzyż ZHP
- Złoty Krzyż Zasługi
- Krzyż Oficerski Orderu Korony Belgijskiej
- Irańska Komandoria Orderu Homayum III klasy